# Guineu voladora de Nova Geòrgia
La guineu voladora de Nova Geòrgia (Pteralopex taki) és una espècie de ratpenat de la família dels pteropòdids. És endèmica de Salomó. El seu hàbitat natural són els boscos primaris humits tropicals de plana. Està amenaçada per la caça i la desforestació.